# ربع الخالی
ربع‌الخالی (به عربی: الربع الخالي) منطقهٔ بیابانی و شنی گسترده‌ای است در جنوب شرقی شبه جزیره عربستان (جزیرة العرب)، و جزئی از صحرای عربی است. باور مردم بر آن است که ربع‌الخالی تنها از گرما و خشکی و تپه‌های شنی ایجاد شده است. منطقهٔ بسیار گسترده‌ای است که قسمت بزرگی از خاک کشورهای عربستان سعودی، یمن، عمان و امارات متحده عربی را دربر گرفته است، و یکی از بزرگ‌ترین صحراهای ماسه‌ای دنیا به‌شمار می‌آید، و یکی از بزرگ‌ترین صحراهای شبه‌جزیره عربستان (جزیرةالعرب) است و تا امتداد جنوب شرقی خاک عربستان سعودی ادامه دارد و قسمت گسترده‌ای از خاک کشورهای ذکر شده را تحت پوشش دارد.
نخستین اروپایی که ربع‌الخالی را پیاده پیمود ویلفرد تزیجر بود. او شرح سفر خود را در کتاب شن‌های عربی نوشته است.

## جغرافیا
صحرای الربع الخالی در خط طول ۴۵° شرقی تا خط طول ۵۶° شرقی در حدود ۱۲۰۰ کیومتر، و در امتداد خط عرض ۱۶° شمالی تا ۲۳° شمالی، یعنی در حدود ۶۴۰ کیلومتر، با وسعتی برابر با ۷۷۰٬۰۰۰ کیلومتر مربع می‌باشد.
تمام صحرای الربع الخالی تپه‌های ماسه‌ای را دربر گرفته است، بعضی از این تپه‌ها ثابت و بعضی‌ها متحرک هستند، بعضی از این تپه‌های ماسه‌ای شبیه به نعل اسب است، و بعضی از آن‌ها گنبدی شکل هستند، و بعضی دیگر طولی الشکل هستند که به نام (اَلعُروُق) معروف می‌باشد مانند (عُرُوق الشیبة)، ارتفاع این تپه‌ها در قسمت غربی به (۱۵۰۰) قدم می‌رسد، و در قسمت شرقی تا حدود (۵۰۰) است، و در قسمت جنوب غربی به ارتفاع (۲۰۰۰) قدم است، و در قسمت شمالی آن به (۱۵۰۰) قدم می‌رسد.

### محدوده
این صحرای گسترده یک سوم از خاک شبه جزیره عربستان را دربر گرفته است، از شمال عربستان سعودی، از جنوب غربی کشور عمان، از مغرب امارات متحده عربی، و از سمت جنوب شرقی به یمن محدود می‌گردد.

### مساحت
مساحت ربع الخالی: در حدود ۱۲۰۰ کیلومتر طول، و ۶۴۰ کیلومتر عرض، و مساحت اجمالی آن در حدود ۶۵۰٫۰۰۰ کیلومتر مربع می‌باشد. به دلیل وسعت زیاد و نداشتن چشمه و چاه آب وگرمای شدید، از نظر کویرنوردان این ریگ‌زار ناحیه‌ای سخت‌گذر است، به همین دلیل تا امروز کسی به قلب صحرای ربع الخالی نرسیده است، و قلب این صحرای گسترده ناشناخته باقی‌مانده است؛ و تمام کوشش‌ها در اطراف وگوشه‌های صحرای ربع‌الخالی پایان یافته است. حتی کوچگردان (بَدویان) نیز هنگام کوچ از گوشه وکنار صحرا می‌گذرند.

## تپه‌های ماسه‌ای

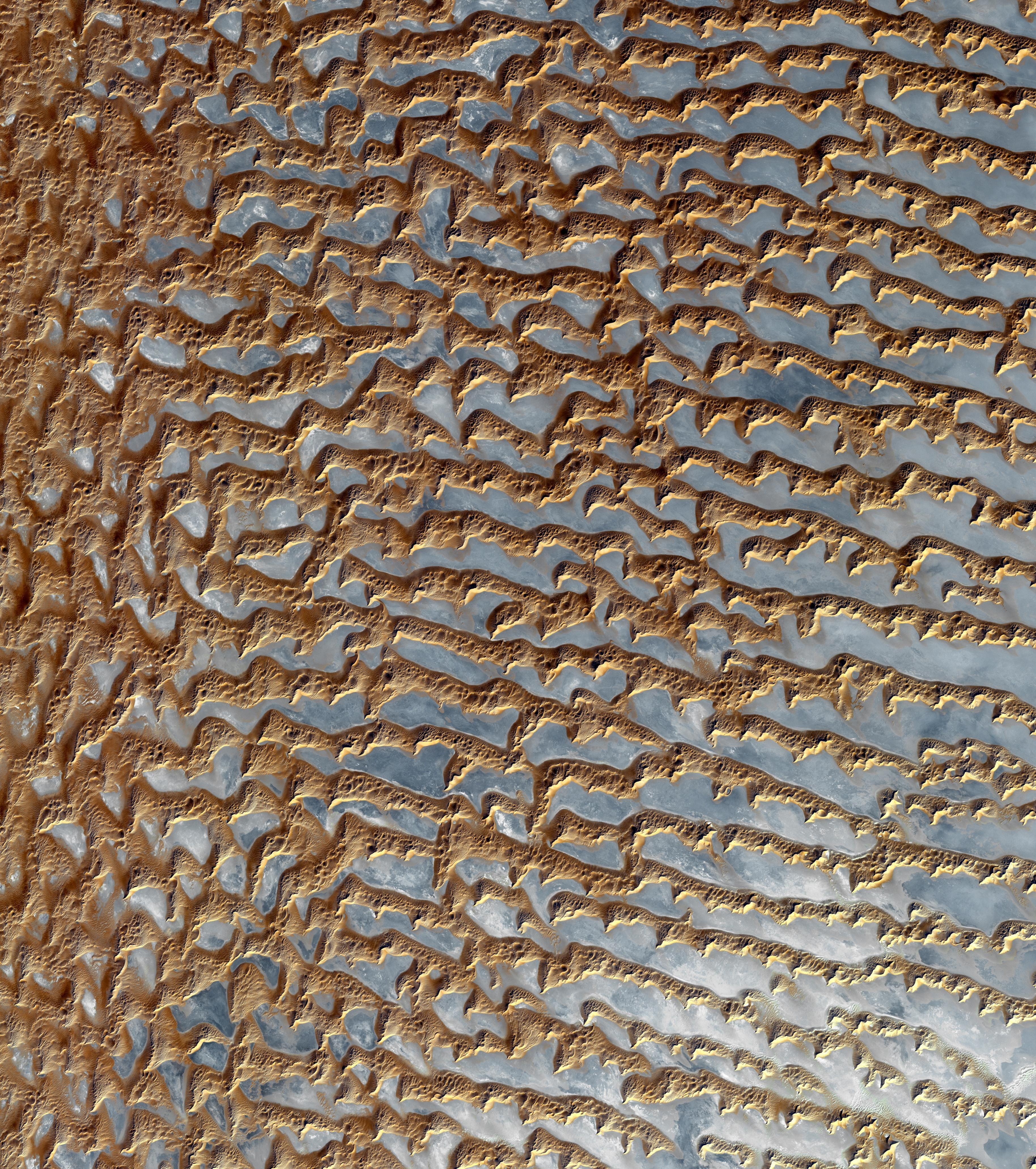
تصویر تپه‌های شنی در ربع الخالی، عربستان.

در بعضی جاها تپه‌های ماسه‌ای به ارتفاع ۳۳۰ متر می‌رسد. بعضی از تپه‌های ماسه‌ای در ربع‌الخالی تا ارتفاع ۲۴۰ متر نیز وجود دارد، و گستره این تپه‌ها تا مسافت ۵۰ کیلومتر ادامه یافته است.
ربع‌الخالی در روزهای تابستان جایی بسیار گرم است و دمای هوا آن در تابستان تا حدود ۵۵ تا ۶۰ درجه سانتی‌گراد می‌رسد. اما در شب به اندازه‌ای سرد می‌شود که حتی زیر صفر هم می‌رسد.
در این وقت از سال کوچگردان ساکن ربع‌الخالی از آنجا کوچ می‌کنند و به نزدیک دریا می‌روند و از گرمای شدید و هوای خشک ربع‌الخالی دور می‌شوند، چونکه در نزدیکی دریا هوا لطیف تر است از هوای خشک و باد سوزان صحرای ربع‌الخالی.
اما در زمستان دمای هوا در ربع‌الخالی گهگاه به ۱۰ درجه سانتیگراد زیر صفر در روز نیز می‌رسد و سرمایش استخوان‌سوز است.
ربع‌الخالی مشهور است به باد و توفان‌های بسیار قوی و شدید در زمستان و تابستان، بنابراین در تمام سال در ربع‌الخالی گرد و خاک برپاست و آن تپه‌های ریگ روان و تلماسهها در حال حرکت می‌باشند در اثر این بادهای موسمی. همچنین این بادهای شدید از گرمای تابستان کاهش می‌دهد و سرمای زمستان را افزایش می‌دهد.
در ربع‌الخالی باران خیلی کم می‌بارد. اما در فصل زمستان بعضی از گل‌های بهاری و درختان کوچک می‌روید ولی در اثر گرما و کم‌آبی بزودی خشک می‌شود و در اثر خشکی که سرتاسر ربع‌الخالی را فرا گرفته است.

## خزندگان وحشرات
در ربع‌الخالی حشراتی مانند: پشه، مگس، خرمگس، ملخ، مارمولک، سوسمار، مار، عنکبوت، عقرب، و بعضی درختان کوچک در اطراف ربع الخالی وجود دارد. در هزاره أخیر کاروان‌های بازرگانی بخور از منطقه عبور می‌کرده است، پیش از اینکه به منطقه‌ای خطرناک و سخت‌گذر تبدیل گردد در سال ۳۰۰ میلادی، گویند شهر عبار که اعتقاد می‌رود «إرم ذات العماد». مفقود که در قرآن ذکر آن آمده است، در زیر این صحرای شنی مدفون است. در بررسی‌های جدید آمده است که ربع‌الخالی یکی از غنی‌ترین مناطق نفتی دنیاست، و اکتشاف نخستین چاه نفت از زیر شن و تلماسه‌ها رَبع‌الخالی به نام «حقل شیبة» معروف است که مرکز اصلی استخراج نفت خفیف در عربستان است، همچنین بزرگ‌ترین چاه نفت در دنیا «حقل الغوار» نام دارد، که تا قسمت شمالی رَبع‌الخالی می‌رسد.

## نگارخانه

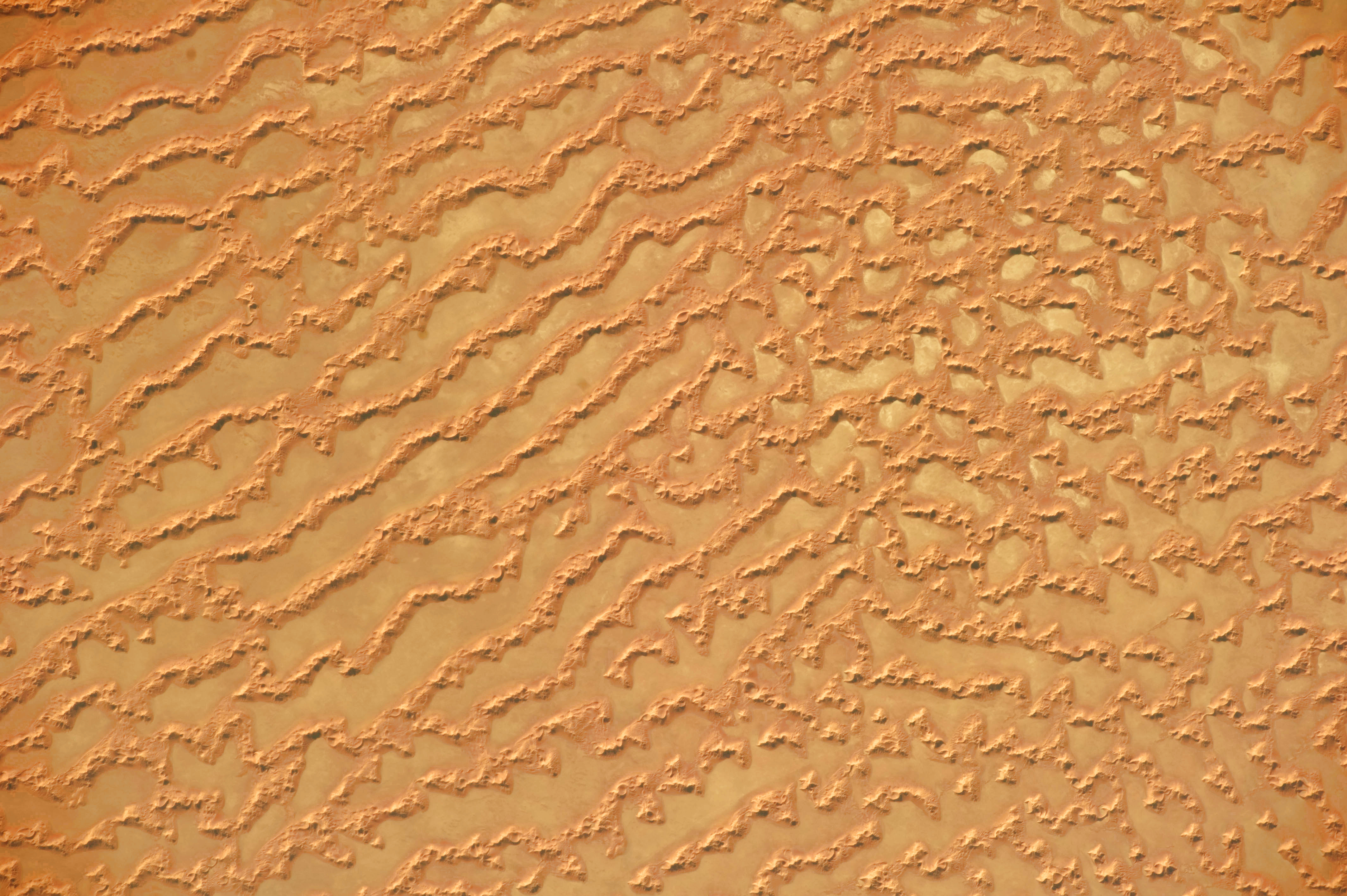
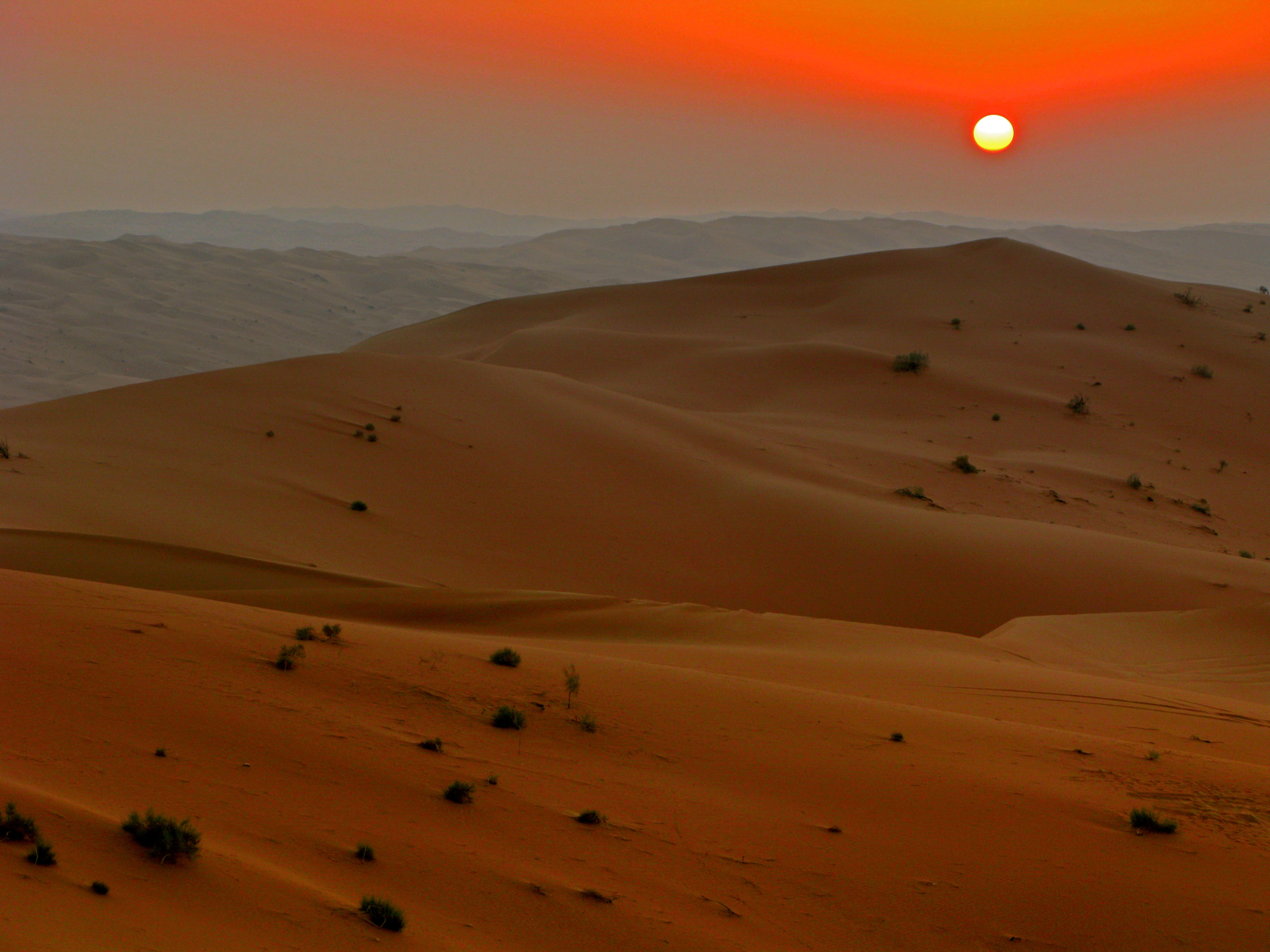